# 구세주 2
"구세주 2"는 2009년에 개봉한 대한민국의 코미디 영화이다.

## 캐스팅
- 최성국 : 임정환 역
- 이영은 : 이은지 역
- 안문숙 : 구세주 역
- 조상기 : 배칠구 역
- 김형자 : 정환이 엄마 역
- 김현기 : 마성기 역
- 송진현 : 신데렐라를 꿈꾸는 키 큰 부킹녀 역
- 나야 : 신데렐라를 꿈꾸는 오버하는 부킹녀 역
- 나현준 : 정환에게 이리저리 휘둘리다 자기자리 뺏긴 화가 역
- 송창용 : 생각 너무 많은 횟집 주인 역
- 위준석 : MT준비 굉장히 많이 한 A/V동아리 회장 역
- 최원경 : MT물품 하나 사수 못한다고 혼나는 부회장 역
- 강경모 : 정환이 때문에 MT때 할 거 다 못한 A/V동아리 학생 역
- 박주운 : 정환이 때문에 MT때 할 거 다 못한 A/V동아리 학생 역
- 김수지 : 정환이 때문에 MT때 할 거 다 못한 A/V동아리 학생 역
- 김한솔 : 정환이 때문에 MT때 할 거 다 못한 A/V동아리 학생 역
- 임애라 : 정환이 때문에 MT때 할 거 다 못한 A/V동아리 학생 역
- 민대현 : 정환이 때문에 MT때 할 거 다 못한 A/V동아리 학생 역
- 황태리 : 정환이 때문에 MT때 할 거 다 못한 A/V동아리 학생 역
- 박성원 : 정환이 때문에 MT때 할 거 다 못한 A/V동아리 학생 역
- 하지만 : 못생겨서 서러운 무명가수 잠수왕 역
- 정필주 : 의처증 걸린 병원 복도 버럭사내 역
- 김진용 : 난생처음 택시 대리한 짜증쟁이 대리운전기사 역
- 이환 : 졸린 정환 대신 택시 직접 운전하고 간 투덜이손님 역
- 신지용 : 꽥순이의 행방을 안 유일한 심주임 역
- 이준 : 아메리카에서 오픈카 가지고 날아온 외국남자 역
- 김태아 : 오픈카 탄 외국남자면 다 좋아하는 음대 다니는 된장녀 역
- 김봉준 : 정말 간만에 화장한 구기사 보고 놀란 택시회사 상무님 역
- 최정은 : 정환에게 승차 거부 당한 갈 길 바쁜 손님들 역
- 오성도 : 정환에게 승차 거부 당한 갈 길 바쁜 손님들 역
- 안혜정 : 정환에게 승차 거부 당한 갈 길 바쁜 손님들 역
- 엄태구 : 구기사에게 정환 물어보다 면박당한 렉카기사 역
- 한채련 : 옆에서 운전하던 비운의 렉카기사 역
- 문경희 : 자살남 걱정하는 오지랖 넓은 택시손님아줌마 역
- 백소미 : 포차에서 칠구 가슴털 보고 울음 그친 여자 역
- 신순례 : 음식 정말 맛있게 하는 포장마차 주인아주머니 역
- 김보라 : 닭살커플 꽃녀 역
- 류주환 : 닭살커플 꽃남 역
- 김서하 : 돈 없이 택시 탄 술 취한 샤론스톤 역
- 하승완 : 정실장만 외친 얼굴없는 기도 역
- 김유빈 : 죽어가는 불쌍한 강아지 치료해주는 의사 역
- 김유선 : 병실에서 사과깍는 미모의 여자가 은지의 언니 역
- 박정아 : 반짝반짝 빛나는 전 별밤지기 (목소리) 역
- 박혜진 : 라디오사연의 주인공 (목소리) 역
- 최소영 : 진짜 같은 가짜 교통방송리포터 (목소리) 역
- 안주영 : 화장실에서 소리지른 여자 (목소리) 역
- 임현식 : 둘째마누라한테 가는 카사노바 역 (우정출연)
- 이한위 : 별이 다섯개인 한위랜드의 설립자 역 (우정출연)
- 김종서 : 여기저기 전화하기 바쁜 고소남 역 (우정출연)
- 장호일 : 은지에게 몹쓸 말하는 의사 역 (우정출연)
- 정석권 : 칠구에게 항상 문자하는 나이트클럽 웨이터 역 (우정출연)
- 이진호 : 엄마랑 가출한 웅이 대신 배달 나온 웅이아버지 역 (우정출연)
- 한승훈 : 아무데서나 XX 흔드는 오봉이 역 (우정출연)
- 조경훈 : 고대로 이대로 가버린 무서운 건달아저씨 역 (우정출연)
- 조석현 : 택배비 대신 거위 받아간 굉장히 피곤해 보이는 택배기사 / 라디오사연의 주인공 (목소리) 역 (우정출연)